# Viktor Funk
Viktor Funk (* 1978 in der Sowjetunion, heute Kasachstan) ist ein deutscher Schriftsteller und Journalist.

## Leben
Viktor Funk wurde im Jahr 1978 im heutigen Kasachstan geboren. Im Alter von 11 Jahren zog er 1990 mit seiner Familie nach Deutschland und ging in Wolfsburg zur Schule. Anschließend studierte er Geschichte, Politik und Soziologie an der Gottfried Wilhelm Leibniz Universität Hannover. Das Studium schloss er mit einer Magisterarbeit über den Vergleich mündlicher und schriftlicher Erinnerungen von Gulag-Überlebenden ab. Von 2006 bis 2008 absolvierte er ein Volontariat bei der Frankfurter Rundschau und arbeitete dort daraufhin als Redakteur im Ressort Politik. Seit November 2022 ist Funk Redakteur bei Table.Media und arbeitet zudem als Schriftsteller und Fotograf.
Funks Debütroman wurde 2017 unter dem Titel Mein Leben in Deutschland begann mit einem Stück Bienenstich im Größenwahn Verlag veröffentlicht und erschien in überarbeiteter Neuauflage unter dem gekürzten Titel Bienenstich 2023 im Verbrecher Verlag. Zur Neuausgabe schrieb Bernadette Conrad in der Berliner Zeitung: „‚Bienenstich‘ […] durchwandert erzählend den schwierigen, oft unbegreiflichen Prozess von Fortgehen und Ankommen, Anpassung und Überanpassung, Rückkehr und Verlust, den verzweigten Weg zur eigenen Identität also.“
Im Verbrecher Verlag erschien 2022 auch Funks zweiter Roman Wir verstehen nicht, was geschieht, der sich mit der Aufarbeitung der stalinistischen Verbrechen im gegenwärtigen Russland auseinandersetzt. Die Erfahrungen des Gulags werden hier anhand der Erinnerungen realer Personen veranschaulicht. Florian Balke würdigte in der Frankfurter Allgemeine Zeitung das Buch als „eine bewusste Mischung aus Fiktionalem und nahezu Dokumentarischem“, während andere Rezensionen den Roman als emotional ergreifend loben.

## Werke
- Mein Leben in Deutschland begann mit einem Stück Bienenstich, Roman, Größenwahn Verlag, Frankfurt am Main 2017, ISBN 9783957711847. Überarbeitete Neuausgabe: Bienenstich, Roman, Verbrecher Verlag, Berlin 2023, ISBN 9783957325655.
- Wir verstehen nicht, was geschieht, Roman, Verbrecher Verlag, Berlin 2022, ISBN 9783957325365.